# Centralhallen (Bremen)

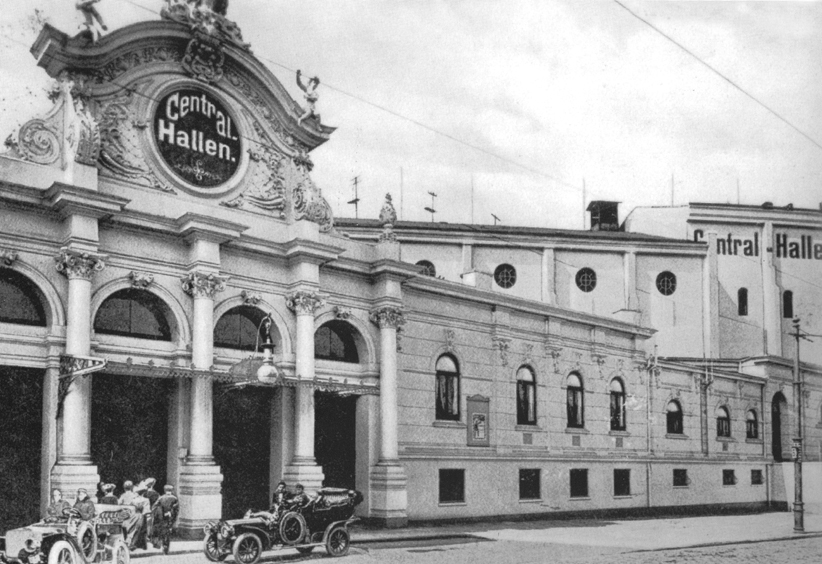
Die Central-Hallen auf einem Foto von 1896

Die Centralhallen in Bremen wurden 1856 erbaut und waren zu ihrer Zeit das größte Veranstaltungszentrum der Stadt. Sie wurden im Zweiten Weltkrieg zerstört.
Neben dem Großen Saal für 3000 Personen gab es mehrere kleine Säle, Theater, Clubräume und Kegelbahnen.

## Lage
Die Centralhallen wurden 1856 in der Bremer Bahnhofsvorstadt in der Düsternstraße 4 erbaut. Kurz nach ihrer Erbauung wurden sie noch im Singular als Centralhalle bezeichnet und lagen aus Bremer Sicht zwar völlig dezentral, aber genau vor dem damals neuen Central-Bahnhof, der erst später nach Osten verschoben wurde. Die heute verschwundene Düsternstraße war damals bereits eine alte Bremer Straße. Erst nach der Halle entstand der Breitenweg an deren Rückseite, darüber fuhr dann später die Straßenbahn, heute liegt dort die Friedrich-Rauers-Straße.
Quer über das ehemalige Gelände verläuft heute die Hochstraße Breitenweg.

## Veranstaltungen (Auswahl)
In den Centralhallen konnten Veranstaltungen aller Art stattfinden, insbesondere Theater- und Musikaufführungen, Sportereignisse, politische Versammlungen, Künstlerfeste und private Feiern.
Am 1. März 1933 fand eine öffentliche Kundgebung zur Reichstagswahl am 5. März mit dem Spitzenkandidat der Bremer SPD, Alfred Faust, statt. Der Saalschützer Johannes Lücke wurde auf dem Rückweg von einem SS-Mann, wahrscheinlich von Otto Löblich, erschossen und so zum ersten Opfer des NS-Terrors in Bremen.
Die Comedian Harmonists traten am 7. April 1933 vor ausverkauftem Haus auf und wurden auch in der nationalsozialistischen Presse gelobt – nur ein Jahr, bevor ihnen
weitere Auftritte in Deutschland verboten wurden.
Die Deutsche Meisterschaft im Boxen fand vom 9. bis 12. März 1937 statt, zum bisher einzigen Mal in Bremen.

## Umbau
Der Architekt Joseph Ostwald leitete von 1939 bis 1943 den Umbau des Großen Saales. Bald darauf wurde das Gebäude zerstört.